# Daan Inghelram
Daan Inghelram (Middelkerke, 23 juli 1905 – Gent - Sint-Denijs-Westrem, 26 september 2003) was een Vlaams schrijver en onderwijzer. Hij schreef onder zijn eigen naam, maar maakte ook gebruik van de pseudoniemen P.C. Duyncanter, K. Yperman en Jan Van Marlinghe.

## Levensloop
Na zijn studie aan de Rijksnormaalschool in Gent werd Inghelram onderwijzer in Gembloers. Later werd hij respectievelijk regent in onder meer Zottegem en leraar Nederlands-Duits aan een school in Blankenberge.
Naast zijn romans, novelles en jeugdboeken, die zich vaak afspeelden in Vlaanderen en gebaseerd waren op historische feiten, schreef Inghelram ook in diverse literaire tijdschriften als Ons Volk en Ons Land. Sommige van zijn werken, die onder andere door Davidsfonds werden uitgegeven, waren autobiografisch.
In 1946 won hij de Vlieberghprijs van het Davidsfonds met zijn boek De boskanter en in 1955 won hij de prijs voor letterkunde der Vlaamse provinciën voor zijn jeugdverhaal Om U treur ik, Jonathan.
In Blankenberge, de plaats waar Inghelram voor het laatst voor de klas stond, werd de Daan Inghelram-prijs uitgereikt; een tweejarige prozaprijs ingesteld door de uitgeverij Zuid en Noord. De prijs werd onder andere gewonnen door John Gheeraert en Bart Plouvier.